# 东成田线
東成田線（日语：／ Higashi-narita sen */?）是一條連結京成成田站與東成田站，屬於京成電鐵的鐵路線。車站編號使用的路線記號為KS。

## 概要
全线位于千叶县成田市境内，于1978年5月21日作为京成本線的京成成田站 - 成田机场站（今東成田）区间启用。
1991年3月19日通往成田机场的新线启用，原成田机场站改名为東成田車站，新线在京成成田站 - 東成田車站区间内设驹井野线路所引出新线，京成本線也改从新线通往更靠近航站楼的新成田機場，而驹井野线路所 - 東成田車站区间被重名命名为东成田线。

## 路线资料
- 路線距離：7.1公里（有6.0公里與本線重複）
- 軌距：1435毫米
- 複線路段：全線複線
- 電氣化路段：全線（直流1500V）
- 閉塞方式：自動閉塞式
- 保安裝置：京成電鐵、新京成電鐵、北總鐵道、京濱急行電鐵、芝山鐵道、淺草線都使用的C-ATS。

## 車站列表
- 所有車站均位於千葉縣成田市內。
- 所有列車類別均停靠所有車站。

| 車站編號 | 中文站名     | 日文站名 | 英文站名 | 累計距離 | 接續路線                                                                 |
| -------- | ------------ | -------- | -------- | -------- | ------------------------------------------------------------------------ |
| KS40     | 京成成田     |          |          | 0.0      | 京成電鐵： 本線（直通運行至京成上野方向） 東日本旅客鐵道：成田線（成田） |
|          | 駒井野信號場 |          | /        | (6.0)    | 與本線實際分岔點                                                         |
| KS44     | 東成田       |          |          | 7.1      | 芝山鐵道： 芝山鐵道線（直通運行）                                        |